# Piazza del Tempio

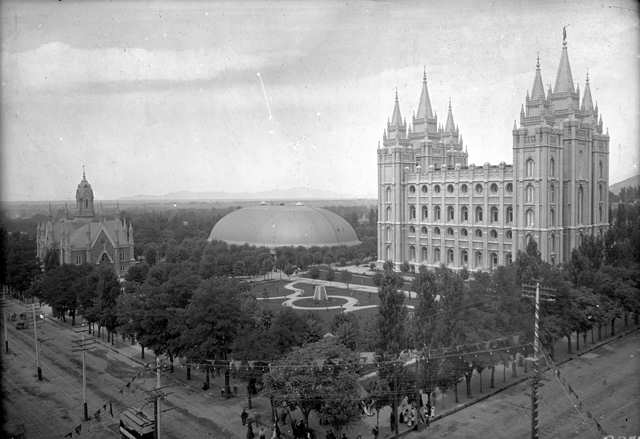
La Piazza del Tempio nel 1897

La piazza del Tempio (in inglese: Temple Square) di Salt Lake City, nello Utah, è la piazza che occupa l'isolato centrale della città, ed è di proprietà della Chiesa di Gesù Cristo dei santi degli ultimi giorni, conosciuta anche come Chiesa mormone.
La piazza ha una superficie di circa 40.000 m², con lati di circa 200 m di lunghezza. Al suo interno sorgono gli edifici più importanti della Chiesa di Gesù Cristo dei santi degli ultimi giorni, e cioè:
- il tempio con l'annessa cappella;
- il tabernacolo;
- la sala delle Assemblee;
- i due centri visitatori, posti uno al lato nord e l'altro al lato sud della piazza.

Nella piazza si trovano anche la statua bronzea di Joseph Smith e il monumento del Gabbiano (Seagull Monument), legato a un famoso episodio della storia dei pionieri mormoni.

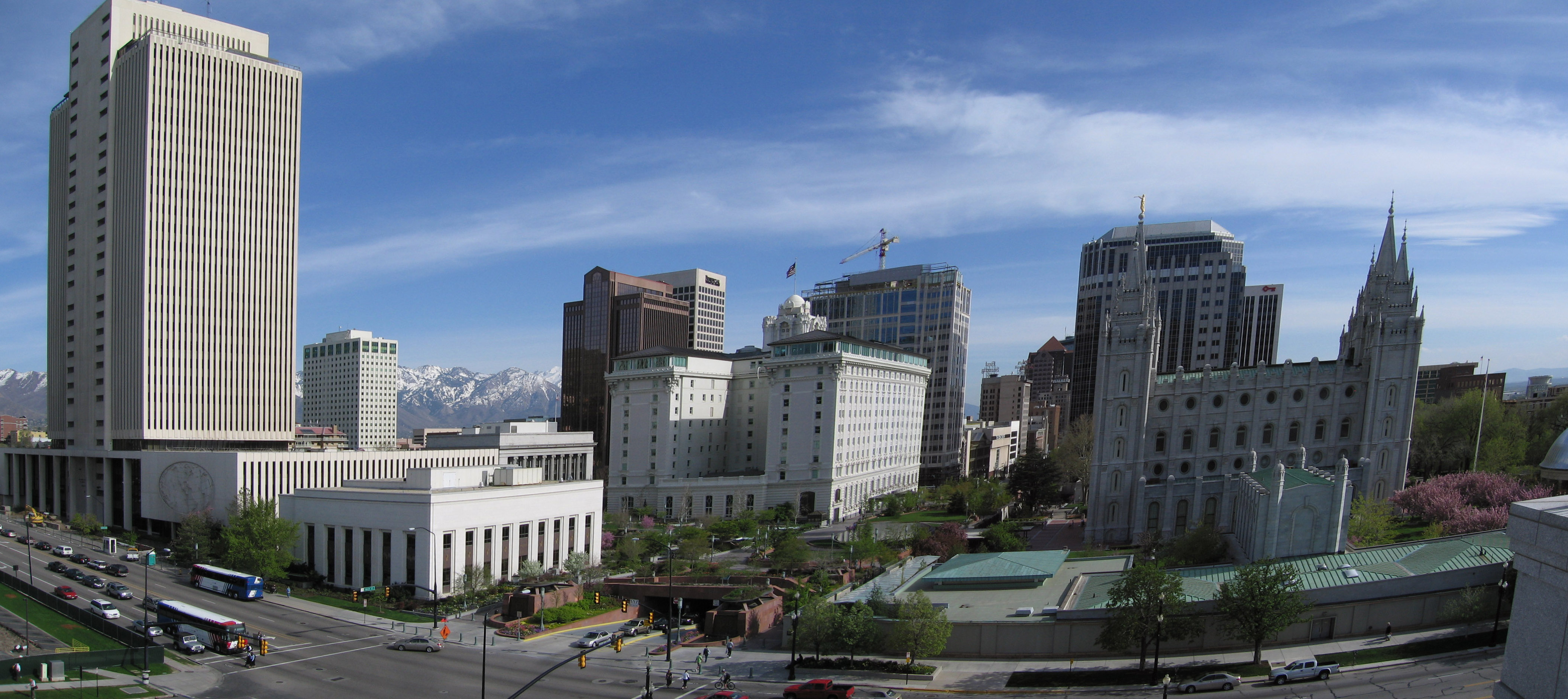
Panoramica su alcuni degli edifici della piazza del Tempio

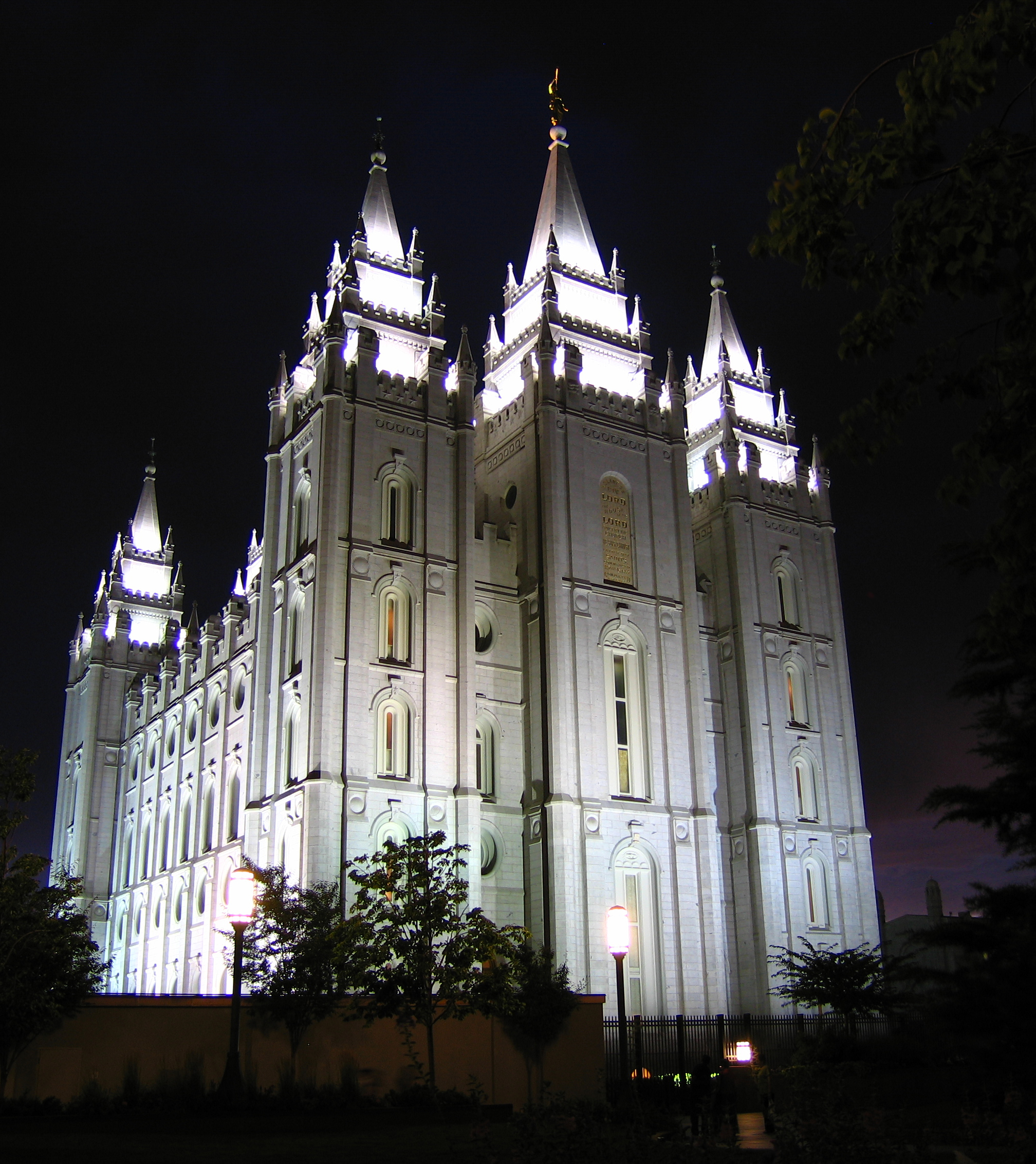
Il tempio di Salt Lake City illuminato per la notte

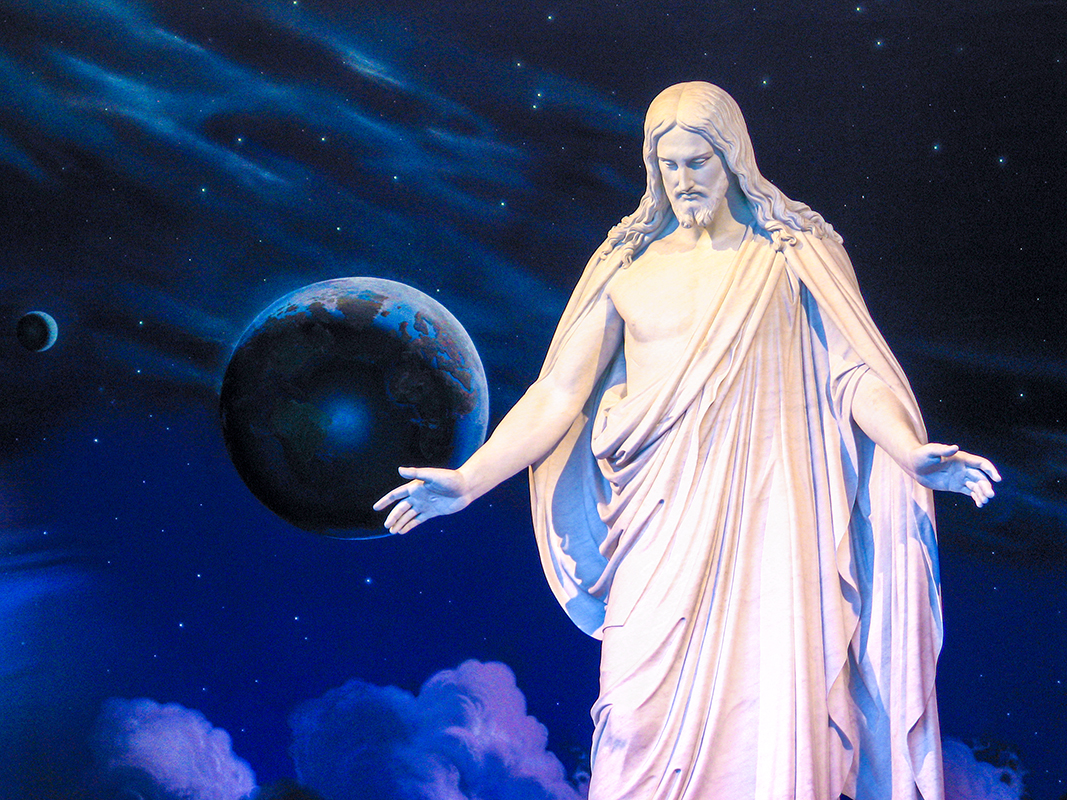
La statua del Cristo nel centro visitatori nord

## Nota storica
Quando i pionieri mormoni giunsero nella valle del Grande Lago Salato il 24 giugno 1847, il presidente della Chiesa, Brigham Young, decise di utilizzare questo terreno, allora desertico come tutto il resto della valle, per la costruzione del tempio che attualmente vi trova luogo.
Al momento di tracciare la pianta della città, quel lotto fu designato come la piazza del Tempio: essa è interamente circondata da un muro massiccio di granito alto circa 4 m., che fu costruito poco dopo la proclamazione di Brigham Young, allo scopo di delimitare il luogo.
Questo isolato segna la parte centrale della città da dove inizia la numerazione di tutte le sue vie, le quali hanno una tipica disposizione a griglia sull'esempio di Manhattan a New York.
Salt Lake City è l'unica città americana dove la zona centrale è occupata dalle proprietà private di una chiesa. Data la rapida crescita della Chiesa nel mondo e l'aumento dei fedeli, nell'isolato ad est della piazza del Tempio furono costruiti i palazzi dell'Amministrazione centrale della Chiesa di Chiesa di Gesù Cristo dei santi degli ultimi giorni: l'edificio amministrativo (Administration Building), nel 1927, e l'edificio degli uffici della chiesa(Church Office Building), un grattacielo di 28 piani, nel 1972.
Nel 1995 anche l'hotel Utah, posto nel medesimo isolato, è stato trasformato in un palazzo multifuzionale conosciuto come l'Edificio di Joseph Smith (Joseph Smith's Building). Le case abitate da Brigham Young, la Lyon House e la Beehive House, sono state trasformate in museo.
Nel 2000, la Chiesa di Gesù Cristo dei santi degli ultimi giorni ha acquistato la via che separava i due isolati, l'ha chiusa al traffico, e ha costruito un piccolo parco al suo posto, collegando in questo modo la piazza del Tempio con l'isolato dei palazzi amministrativi.
Nello stesso anno, nell'isolato a nord della Piazza del Tempio, la Chiesa ha anche completato, come sede principale per le conferenze generali, il centro delle conferenze (Conference Center), uno dei più grandi degli Stati Uniti con 21.000 posti a sedere. La Family History Library e il Museum of Church History and Art sorgono nell'isolato a ovest della piazza.

## Edifici

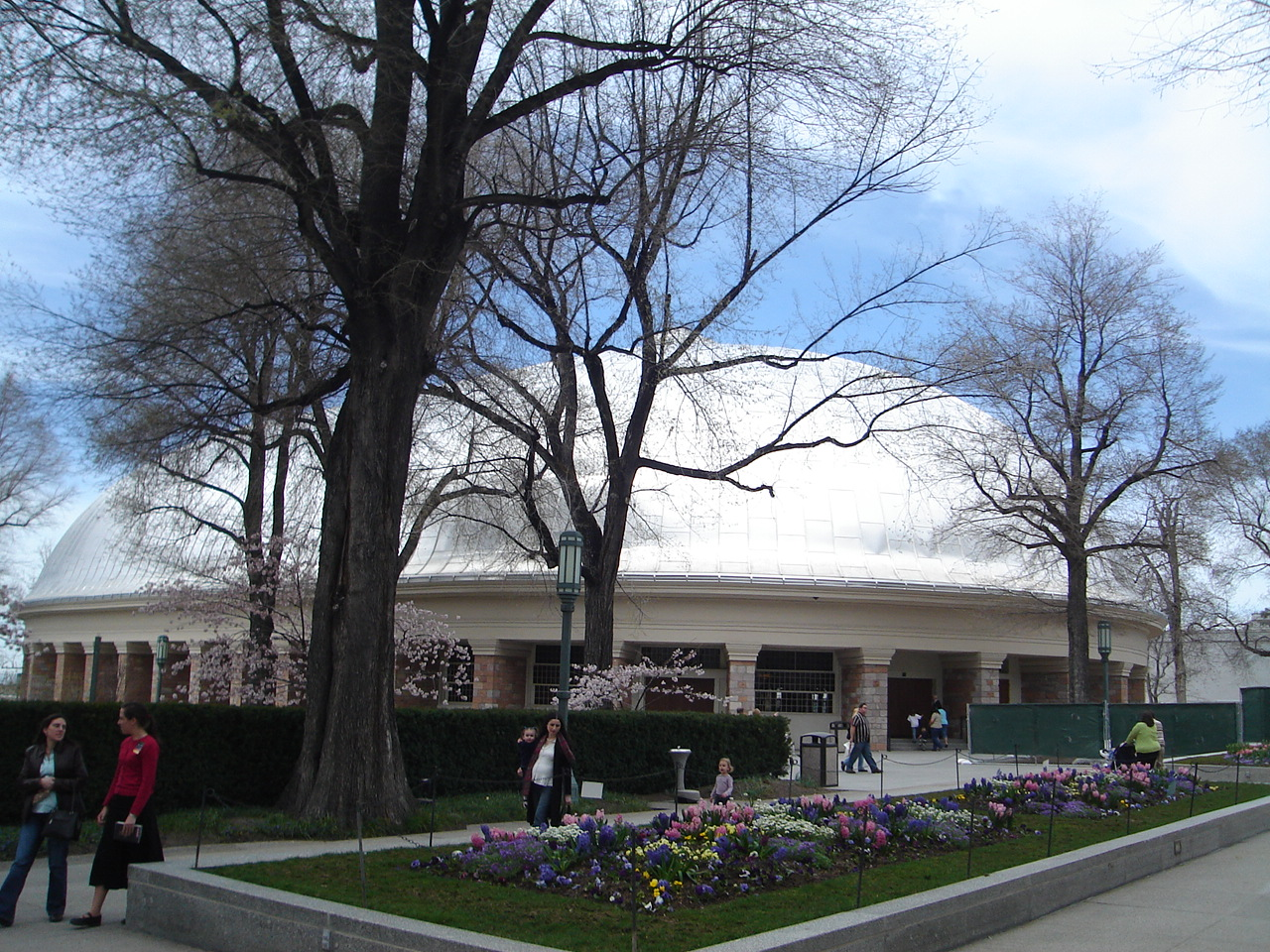
Il tabernacolo mormone dopo il restauro del 2005-2007. Questo edificio dal 1867 sino al 1999 è stato la sede principale delle conferenze generali della Chiesa di Gesù Cristo dei Santi degli Ultimi Giorni

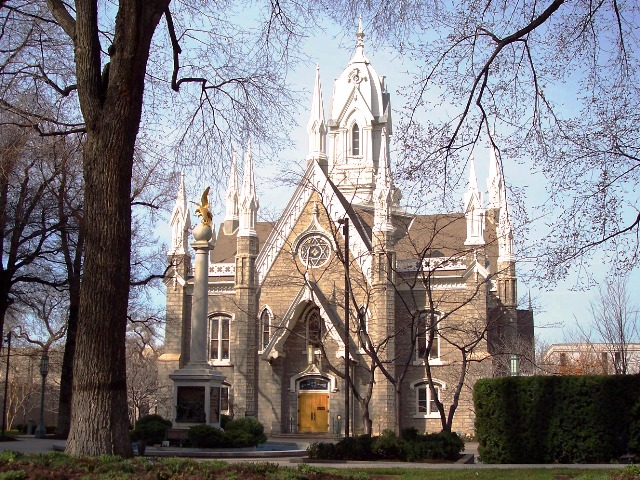
La Sala delle Assemblee

### Il tempio
Il tempio di Salt Lake City è il più grande, ed il più rilevante dal punto di vista dei fedeli, tra i 130 templi della Chiesa di Gesù Cristo dei santi degli ultimi giorni esistenti in tutto il mondo.
È costruito in stile gotico con sei guglie, rappresentanti il sacerdozio di Aaronne e di Melchisedec; nel punto più alto raggiunge i 64 metri di altezza. È il sesto tempio in ordine di cronologico.

### Il tabernacolo
Il tabernacolo, sede del relativo coro, fu costruito nel 1867 per ospitare le conferenze generali della Chiesa. Ha una tipica cupola ovale e dispone di 6.000 posti a sedere.

### La sala delle Assemblee
La sala delle Assemblee (Assembly Hall) ha 2.000 posti. È in stile neogotico, con dodici guglie simbolizzanti le dodici tribù di Israele.

### Centro visitatori nord e sud
Nella piazza ci sono due centri visitatori, uno posto al lato nord e l'altro al lato sud, presso le due entrate.
Quello a nord è stato costruito per primo ed espone una copia marmorea della statua del Cristo dello scultore danese classicista Bertel Thorvaldsen.
Nella piazza allo scopo di accogliere i visitatori sono sempre presenti coppie di missionarie provenienti da varie nazioni, quindi con buona conoscenza di lingue straniere.
Ogni anno la piazza è visitata da una media di 4 milioni di persone, il che la rende il luogo più frequentato di tutto lo Utah, quasi come tutti i Parchi Nazionali dello Utah messi insieme.